# مکنزیانا
مکنزیانا (نام علمی: Mackenziaena) نام یک سرده از تیره مورچه‌مرغ است.